# 영상 부호화 전문가 그룹
영상 부호화 전문가 그룹(Video Coding Experts Group, 또는 Visual Coding Experts Group, VCEG)은 영상 부호화에 관한 ITU-T 권고번호 H.26x 대와, 이미지 부호화에 관한 T.8xx 대의 표준 개발 및 관리를 전담하는 ITU-T 제16연구반(Study Group 16) 산하의 연구과제 Q6/16 전담반의 통칭이다.
VCEG의 목표는 대화적(화상회의 및 화상전화)·비대화적(스트리밍, 방송, 파일 다운로드, 미디어 저장/재생, 디지털 영화) 오디오 비주얼 서비스에 적합한 영상 부호화와 이미지 부호화 방식을 위한 (국제 표준) 권고안을 만드는 것이다. 이 그룹은 존재하는 영상 부호화 권고안들의 유지/보수 및 확장과 발전된 기술을 사용하는 새로운 권고안의 기초를 다지는 데에 초점을 맞춘다. 영상 부호화 표준은 다양한 전송 형태(인터넷, LAN, 모바일, ISDN)를 수용하기 위해 충분한 유연성을 가지고 개발될 것이다.
VCEG는 멀티미디어 서비스 분야, 응용 분야(NGN을 포함한다.)와 관련된 연구를 담당하는 ITU-T SG16 산하의 연구과제이며, 미디어 부호화 및 신호 처리 표준을 담당하는 제3작업반(WP3/16)에 편성되어 있다.

## 영상 부호화 표준
H.120
H.261
H.262
H.263
H.264
H.265(HEVC)
H.271

## 같이 보기
- 국제 전기 통신 연합
- JPEG
- MPEG